# Черваков, Василий Фёдорович
Василий Фёдорович Черваков (бел. Васіль Фёдаравіч Чарвакоў; 4 апреля 1894 Польное Конобеево, Шацкий уезд, Рязанская губерния, Российская империя — 3 января 1975 Москва, СССР) — советский судебный медик, заслуженный деятель науки РСФСР, член КПСС.

## Биография
Родился 4 апреля 1894 году в селе Польное Конобеево Шацкого уезда в крестьянской семье. После окончания в 1917 году медицинского факультета МГУ, служил в Красной Армии. С 1928 года директор Института криминальной и судебной экспертизы БССР. В 1930 году был назначен заведующим кафедры судебной медицины Белорусского государственного медицинского университета. По его инициативе в 1933 году был организован Белорусский Научно-исследовательский институт судебно-медицинской экспертизы и криминалистики. В 1934 году защитил докторскую диссертацию на тему; «О патологии «винтовки» в судебно-медицинском и криминалистическом отношениях», с 1935 профессор. В 1939 году заведующий кафедрой судебной медицины Первого Московского государственного университета имени И. М. Сеченова. В 1945 году работал в Чрезвычайной государственной комиссии по обнаружению и расследованию преступлений немецко-фашистских захватчиков, которую возглавлял академик Н. Н. Бурденко. В 1939—1962 год заведующий, с того же года консультант кафедры судебной медицины Первого Московского государственного медицинского университета имени И. М. Сеченова. Был членом президиума Всесоюзного научного общества судебных медиков, член редколлегии журнала «Судебно-медицинская экспертиза». Умер 3 января 1975 года после продолжительной болезни, похоронен в Москве.

## Научная деятельность
Опубликовал свыше 100 научных работ и 3 монографии. Разработал множество вопросов криминалистической и судебно-медицинской экспертизы огнестрельных повреждений, выраженных в первой отечественной монографии «Судебная баллистика» 1937 года. Его работы посвящены проблемам тяжести телесных повреждений, внезапной смерти, токсикологии, преждевременной смерти, истории судебной медицины в СССР. Под руководством профессора В. Ф. Червакова было создано 10 докторских и 30 кандидатских диссертаций.

## Награды
- Значок «Отличнику здравоохранения» (СССР),
- Орден Ленина (1955),
- Заслуженный деятель науки РСФСР (1955),
- Медали.

## Основные работы
сочинения
- Черваков В. Ф. Судебная баллистика.. — М., 1937.
- Черваков В. Ф. Судебная медицина. / (совм. с др.). — М., 1959, 1963.
- Черваков В. Ф. Вопросы патогенеза и патологии аскаридоза по данным эксперимента.. — 1928.
- Черваков В. Ф. Слуцкие мумии.. — 1932.
- Черваков В. Ф. К судебно-медицинской экспертизе оружия террористических актов.. — 1932.
- Черваков В. Ф. К вопросу о судебно-медицинской экспертизе выстрелов, оружия и боеприпасов при убийствах и огнестрельных ранениях.. — 1938.
- Черваков В. Ф. Судебная медицина. / (совместно с Смольяниновым В. М. и Татиевым К. И.). — 3-издание. — М., 1963.
- Черваков В. Ф. Инструкция «О заключении медицинских экспертов». / (в соавторстве).